# Zoom : L'Académie des super-héros
Pour plus de détails, voir Fiche technique et Distribution.
Zoom : L'Académie des super-héros (Zoom) est un film américain réalisé par Peter Hewitt, sorti en 2006.

## Résumé
Jack Shepard, un super-héros à la retraite dont les aventures étaient contées dans des bandes dessinées, doit reprendre du service pour l'armée et entraîner un quatuor de jeunes avec des pouvoirs exceptionnels pour les transformer en véritables super-héros et les préparer, sans le savoir, à affronter son frère Conor Shepard, qui a autrefois détruit l'équipe qu'il formait avec d'autres super-héros, maintenant morts. Mais avant, il devra gagner la confiance de ces jeunes en commençant par regagner sa confiance en lui-même.

## Fiche technique
- Titre original : Zoom ou Zoom: Academy of Super Heroes
- Titre français : Zoom : L'Académie des super-héros
- Réalisation : Peter Hewitt
- Musique : Christophe Beck
- Pays d'origine :  États-Unis
- Genre : Comédie familiale, science-fiction
- Durée : 88 minutes
- Date de sortie : 11 août 2006

## Distribution
- Tim Allen (VF : Michel Papineschi) : Jack Shepard / Capitaine Zoom
- Courteney Cox (VF : Maïk Darah) : Marsha Holloway
- Chevy Chase (VF : Edgar Givry) : Dr Grant
- Spencer Breslin (VF : Louis Lecordier) : Tucker Willams / Mega-Boy
- Kevin Zegers (VF : Cédric Dumond) : Connor Shepard / Commotion (Concussion en VO)
- Kate Mara (VF : Karine Foviau) : Summer Jones / Prodige (Wonder en VO)
- Michael Cassidy (VF : Adrien Antoine) : Dylan West / Houdini
- Ryan Newman (VF : Claire Bouanich) : Cindy Collins / Princesse
- Rip Torn (VF : Thierry Murzeau) : Général Larraby
- Thomas F. Wilson : le professeur de Dylan
- Willie Garson : Dick
- Tommy Chang : le professeur d'arts martiaux

## Personnages
- Jack/Capitaine Zoom : super-héros à la retraite depuis que son frère a détruit leur ancienne équipe, il possède un garage. Jack a perdu son pouvoir de bouger son corps à une vitesse folle à la suite d'expositions aux radiations Gamma 13.
- Tucker Williams/Mega-Boy : il a 12 ans. Il peut faire gonfler son corps à volonté. Il est ridiculisé par ses camarades, et finira dans l'équipe de football.
- Summer Jones/Wonder : elle a 16 ans. Elle est traitée de monstre par les gens au lycée. Elle est télékinésiste et perçoit les émotions. Elle finira par sortir avec Dylan et par intégrer l'équipe des  cheerleaders de leur école (la séquence laisse suggérer que Dylan change de lycée pour se rapprocher de Summer).
- Dylan West/Houdini : il a 17 ans. Il devient invisible à volonté et possède un pouvoir de clairvoyance. Il est celui qui cherchera toujours à s'enfuir jusqu'à ce que Jack reprenne l'équipe en main et lui parle.
- Cindy Collins/Princesse : à 6 ans, elle a une force surhumaine et une passion pour les déguisements et le rose.
- DrGrant : Il créa les costumes de Dylan, Tucker et Zoom pour qu'ils deviennent respectivement invisible, extensible et puisse vibrer à la vitesse du son.
- Marsha Holloway : C'est une admiratrice sans bornes de Jack. Elle a un souffle "magique".
- Mr. Pibbs : c'est un robot qui était l'ami de Jack lorsqu'il était dans la même zone que les jeunes.
- Connor Shepard/Concussion : Frère de Jack, il est devenu fou à la suite des expositions au Gamma 13. Il projette des ondes d'énergie destructrice.
- Larraby : Il est celui qui avait exposé les frères Shepard au Gamma 13 censé augmenter leurs pouvoirs. Il a formé la nouvelle équipe Zénith (Dylan, Summer, Tucker et Cindy).